# Melaloncha catervula
Melaloncha catervula är en tvåvingeart som beskrevs av Brown 2005. Melaloncha catervula ingår i släktet Melaloncha och familjen puckelflugor. Inga underarter finns listade i Catalogue of Life.